# Rahman Mustafayev
 (mai 2019).
Si vous disposez d'ouvrages ou d'articles de référence ou si vous connaissez des sites web de qualité traitant du thème abordé ici, merci de compléter l'article en donnant les références utiles à sa vérifiabilité et en les liant à la section « Notes et références ».
Rahman Sahib Mustafayev, né le 26 septembre 1963 à Bakou, est un diplomate azerbaïdjanais. 
Il est ambassadeur de son pays en France de 2017 à 2022 puis aux Pays-Bas depuis 2022.

## Biographie
Né dans une famille de diplomates soviétiques, Rahman Mustafyev entre en 1980 à l'Institut d'État des relations internationales de Moscou (MGIMO), université rattachée au ministère des Affaires étrangères de l'URSS, qui forme des diplomates et des spécialistes des relations internationales, du droit, des affaires et du journalisme. Il en sort diplômé avec palmes en 1985.
Entre 1986 et 1987, il effectue son stage professionnel en Libye, à l'époque dénommée Grande Jamahiriya arabe libyenne populaire et socialiste sous le régime politique de Mouammar Kadhafi. Il commence en 1987 sa carrière diplomatique au département du Proche-Orient et de l'Afrique du Nord au ministère des Affaires étrangères de l'Union soviétique à Moscou. De 1988 à 1992, il est attaché à l'ambassade de l'URSS au Soudan (Khartoum).
En mai 1992, près l'effondrement de l'URSS et la proclamation de l'indépendance de l'Azerbaïdjan, il rentre à Bakou. De 1992 à 1993, il dirige le département des relations internationales du journal Azadliq (Liberté).
Il est nommé conseiller au département du service de presse de l’administration présidentielle de la république d’Azerbaïdjan en février 1993. En octobre 1994, il retourne au service diplomatique et est envoyé à l’ambassade de la république d’Azerbaïdjan en Russie.
De 1994 à 1997, il est deuxième, puis premier secrétaire à l’ambassade de la république d’Azerbaïdjan en Russie. De 1997 à 1999, il est directeur du département des Relations internationales à l’Agence d’État pour la privatisation. De 2000 à 2006, il est conseiller à l’ambassade de la république d’Azerbaïdjan en Russie.
Il suit en 2003 et 2005 la formation linguistique à l’Académie diplomatique du ministère des Affaires étrangères de la fédération de Russie.
En juin 2006, il est nommé directeur-adjoint, puis en décembre 2006 directeur de l'Europe et des Amériques au ministère des Affaires étrangères de la république d’Azerbaïdjan.
En 2009, il est nommé ambassadeur extraordinaire et plénipotentiaire de la république d’Azerbaïdjan en Grèce, puis en 2010 en Albanie, résidant à Athènes.
Le 13 octobre 2017, il remet ses lettres de créance comme ambassadeur en France au président Emmanuel Macron,,. Le 21 décembre, il est parallèlement accrédité près le Saint-Siège, et le 13 mars 2018, à Monaco.
Le 17 octobre 2022, il est nommé ambassadeur de la république d'Azerbaïdjan aux Pays-Bas.
Rahman Mustafayev est marié et père de deux fils.

## Activités scientifiques et publications
En 1993, il obtient son doctorat en soutenant une thèse dont le sujet est Islam et nationalisme dans la théorie et la pratique du processus de la création d'un État.
Il publie en 2006 Deux Républiques. Les relations azerbaïdjanaises-russes entre 1918 et 1922, Moscou (en russe).
En 2016, il publie L'Azerbaïdjan entre les grandes puissances (1918-1920), Athènes, éditions Enalios (en grec) et, en 2019, L’Azerbaïdjan entre les grandes puissances (1918-1920), Presse du Châtelet 2019.
En 2022, il publie L'Azerbaïdjan entre les grandes puissances (1918-1920), en Russe. 
Il explique dans une interview au Journal du Parlement la création de la première république d'Azerbaïdjan qui malgré la brièveté de son existence – 23 mois seulement – « a laissé une trace lumineuse dans l’histoire de l’Azerbaïdjan, en posant les fondements de son développement et de son indépendance, lui permettant d’entrer de plain-pied, au cœur de la société contemporaine… »
Il maîtrise l'azéri, le russe, l'anglais, le français, le grec et l'arabe.
En 2020 et 2021, il s'exprime au sujet du conflit au Haut Karabagh notamment dans le journal Valeurs Actuelles , dans le journal Causeur,, sur le site internet du média AA sur le site internet Musulmans en France, mais également dans d'autres médias,,,,,,.
Le 24 novembre 2020, il est entendu par la Commission des affaires étrangères de la défense et des forces armées du Sénat .
En 2022, il intervient dans de nombreux médias français et étrangers au sujet de l'Azerbaïdjan,,,.